# Rayenia
Rayenia monotipski biljni rod iz porodice eskalonijevki (Escalloniaceae) smješten u potporodicu Polyosmoideae. Jedina vrsta je R. malalcurensis, polugrm iz srtedišnjeg Čilea
Opisan je u Phytotaxa 484: 103. 2021.

## Opis
Rayenia je novi monotipski rod koji je pripisan porodici Escalloniaceae, s opisom tipske vrste Rayenia malalcurensis, endemične za San Fabián de Alico, regija Ñuble, središnji Čile. Molekularna filogenetika i morfološki podaci podupiru njegovo smještanje u novi rod, odvojen od svog sestrinskog taksona Tribeles australis. Dan je detaljan opis, karta rasprostranjenosti, uvid u njegovu ekologiju, status očuvanosti i ključ za rodove Escalloniaceae u Južnoj Americi.